# Everio
Everio（エブリオ）とは、JVCケンウッド（旧：日本ビクター）が製造販売を行っているカムコーダの商品名。

## 概要
世界で初めて家庭用ビデオカメラの記録メディアとしてハードディスクドライブを搭載した。1インチ4GBのマイクロドライブが搭載されているモデルと、1.8インチの20GBや30GBのHDDが搭載されているモデルの２タイプがある。（なお、マイクロドライブが搭載されているモデルではHDDが着脱可能で、市販されている日立グローバルストレージテクノロジーズ (HGST) 製のマイクロドライブでも動作する。）
ハードディスクを記録メディアにすることによって、これまでのカムコーダと比較して大幅に小型化、または長時間記録することに成功した。また、パソコンとの親和性も高い。記録フォーマットはMPEG2としておりDVD-Videoの画質と同等である。DVDレコーダーへの接続も可能（但し、DV方式とは異なり、DV端子は搭載されていないので、アナログ接続になる）。デジタルカメラとしても使用でき、ハードディスクに記録するため静止画も最大9999枚撮影することができる。SDメモリーカードへの記録も動画・静止画とも可能。(但しメモリームービーを除きハイビジョンタイプGZ-HD5/6とスタンダードタイプGZ-MG330/360以降はmicroSDメモリーカードしか使えないため不便)
一番大きなベルトホルダーバッテリーの実際の持ち時間は
GZ-HD30/40とGZ-HD60以前のハイビジョンは2-3時間位しかないがGZ-HD320/300は6時間。
スタンダードはGZ-MS120/130は11時間55分　GZ-MG880で8時間半　GZ-MG575で4時間半位。
Everioの後ろにバッテリーを付けた状態でベルトホルダーバッテリーをつないでいれば
ベルトホルダーバッテリーの電池残量が少なくなったときに録画しながら
別のベルトホルダーバッテリーにつなぎ換えることができるメリットもカムコーダでEverioのみの特長。
GZ-HD30/40とGZ-HD60以降のEverioはハイビジョンタイプのみパソコン無しでアイ・オー・データの外付けハードディスク HDCNシリーズのみにバックアップ記録可。スタンダードタイプはその機能が無い。
JVCケンウッドは2021年10月、エブリオの愛称で展開してきた民生用ビデオカメラの生産を終了した。1984年～2021年にかけて累計出荷台数約3,600万台を記録。

## 動向
- 2006年3月 GZ-MG67およびGZ-MG77発売。パソコンがなくても別売アクセサリーのDVDライターを接続することでDVDビデオディスクの作成ができる「ダイレクトDVD機能」を搭載。また同時に専用DVDライター(CU-VD10)も発売。
- 2006年6月 GZ-MG505発売。HDD内蔵型カムコーダでの初3板式CCDイメージセンサ搭載機。また同時にエントリーモデルのGZ-MG47を発売。

## ラインナップ（日本国内）

### ハードディスク着脱型
1型マイクロドライブを搭載し、メディア交換が可能。本体サイズが小さく抑えられている。
- GZ-MC600
  - 3CCDを搭載し、600万画素クラスの静止画も撮れるエブリオの上位機種。
- GZ-MC500
  - 3CCDを搭載し、500万画素クラスの静止画も撮れるエブリオの上位機種。
- GZ-MC200
  - グリップ部を上下45度回転することができる。静止画は200万画素。
- GZ-MC100
  - 液晶モニターを開くタイプ。性能はGZ-MC200と同等。

### ハードディスク内蔵型
1.8型ハードディスクを本体に内蔵。ハードディスクの交換はできないが、大容量を活かした長時間記録を実現した。
- GZ-MG505
  - ハードディスク内蔵型カムコーダで3CCD方式を初採用したエブリオの上位機種。ダイレクトDVD機能も継承。
- GZ-MG47/67/77
  - 専用DVDライターを接続するだけで撮影した映像のDVDビデオディスクが作成できる「ダイレクトDVD機能」を搭載。
- GZ-MG40/50/70
  - ハードディスク内蔵型カムコーダの初代モデル。

### ハードディスク内蔵型ハイビジョンのハイビジョンメモリームービータイプ
ハードディスクを本体に内蔵。大容量を活かして、ハイビジョン撮影と長時間記録を実現した。
- GZ-HD7
  - 民生機では世界で初めて、1920×1080のフルハイビジョン撮影とFUJINONレンズを採用。
- GZ-HD3
  - 1440フルハイビジョン撮影とコニカミノルタレンズを採用した廉価モデル。
- GZ-HD5/6
  - GZ-HD7の後継機で、レンズフードが除かれ、コンパクトになった。
  - GZ-HD6では120GBの大容量を実現。「W倍密」を搭載し、ハイビジョンテレビとの接続によるプログレッシブ出力に対応
  - xv.Colorを採用　対応するＴＶであれば忠実な色を再現できる
- GZ-HD30/40
  - JVC HDレンズを採用。
  - HDエブリオで初めて単版CMOSを採用、手振れ補正は光学式から電子式へ(事実上のスペックダウン)
  - 民生機では世界で初めて、AVCHDとMPEG-2 TSのデュアルコーデックを搭載し、新たにHDギガブリットDuoを搭載した。
  - GZ-HD30では80GB、GZ-HD40では120GBの大容量を実現。
- GZ-HD60
  - HDエブリオ參考出品で初めて単版CMOSを採用、手振れ補正は光学式から電子式へ(事実上のスペックダウン)
  - JVC ビデオレンズを採用。
  - GZ-HD30とGZ-HD60では80GBと120GBの大容量を実現のGZ-HD7、1920×1080のフルハイビジョン撮影JVCビデオレンズとJVC HDレンズを採用。
  - 民生機では世界で初めて、AVCHDとMPEG-3 TSのデュアルコーデックを搭載し、新たにHDギガブリットDuoを搭載した。
- GS-TD1
  - JVC 双子の 3D の HDレンズ GT を採用。
  - HDエブリオで初めて単版CMOSを採用、手振れ補正は光学式から電子式へ(事実上のスペックダウン)、2010年7月28日 現在 JVC は、3D ハイビジョンハードディスクムービーとして発足。
  - GS-TD1では64GBの大容量を実現。
- GZ-HD300/320
  - サイズがコンパクトに。省電力でバッテリーの持ちは長くなったがその分スペックダウンが想定。

### SDカード挿入型
円盤に記録しないため振動の多い車載カメラとしても使えるが
挿入されるSD(HC)カードにより記録時間が変わる。
- GZ-MS100
  - Everio初SD(HC)記録のメモリームービー。youtubeにアップロード機能付き
- GZ-MS130/120
  - GZ-MS100の改良型　GZ-MS120はSDカード2スロット　GZ-MS130はSDカード1スロットのみで片方が16GBの内蔵メモリ装備となっている。記録容量は　最大16GB*2=32GB

### SDカード挿入型ハイビジョンタイプ
円盤に記録しないため振動の多い車載カメラとしても使えるが
挿入されるSD(HC)カードにより記録時間が変わる。
- GZ-HM110
  - GZ-HD300/320と同じ性能。SDカードは2スロット　記録容量は　最大17GB*2=36GB
- GZ-HM200
  - GZ-HD300/320と同じ性能。SDカードは2スロット　記録容量は　最大32GB*2=64GB
- GZ-X900
  - GZ-HM200の画質を高めた製品

### 関連アクセサリ
- CU-VD10
  - 「ダイレクトDVD機能」搭載のエブリオと接続することにより、撮影した映像のDVDビデオディスクが作成できるDVDライター。海外では「SHARE STATION」の名称で販売されている。
- CU-VD20
  - 新たに二層ディスクに対応
- CU-VD40
  - ライター機能に加え、ハイビジョン(MPEG2TS)規格の再生に対応
- CU-VD3
  - CU-VD20の薄型モデル
- CU-VD50
  - CU-VD40の機能に加え、新たにAVCHD規格の再生に対応、薄型化を実現

## ノンリニア編集
Everioは、HDDにMPEG-2ファイルで記録され、パソコンとUSBで接続して取り込むことができる。パソコンとの親和性は高く、使用環境を満たせば即座に編集することができる。なお、Everioは特殊な独自形式を採用しており、GZ-MGシリーズは、SD-VIDEO規格準拠のMPEG-2
(.mod)で記録され、MPEG-2 PS(Program Stream)で多重化している。また、GZ-HDシリーズは、同規格準拠のMPEG-2(.tod)で記録され、MPEG-2 TS(Transport Stream)で多重化している。編集は、同梱のソフトウェア「CyberLink DVD Solution」で行う。市販の編集ソフトEDIUSとVideoStudioで.mod,.todを直接読み込んで編集できる。